# Woody Woodpecker (desenho animado de 1941)
Woody Woodpecker é o primeiro curta de desenho animado da série Woody Woodpecker. Lançado em 7 de julho de 1941, o filme foi produzido pela Walter Lantz Productions e distribuído pela Universal Pictures.
Esta é a segunda aparição de Woody Woodpecker; sua estreia foi em um desenho animado de Andy Panda, Knock Knock.   

## Enredo
Os habitantes da floresta que Pica-Pau (originalmente com a voz de Mel Blanc) mora começaram a espalhar a história de que ele é louco, devido a todos as suas palhaçadas. Depois de dizer a ele (e muitos outros) isso várias vezes, Woody também começa a questionar sua sanidade. O Pica-Pau passa o dia cantando alto e bicando buracos nas árvores. Ele enfurece as outras criaturas da floresta - quando não as está confundindo com seu comportamento bizarro. Woody ouve um esquilo e um grupo de pássaros fofocando sobre ele. Mesmo que ele apenas tenha cantado uma música proclamando sua loucura, ele nega as acusações sussurradas de que ele é louco. Mas depois que o levam a bater com a cabeça em uma estátua, o pobre pássaro ouve vozes em sua cabeça e entende que os animais podem estar certos. Ele decide procurar um médico, mas escolhe o Dr. Horace N. Buggy, uma raposa escocesa que é ainda mais louca do que ele. A história termina com Pica-Pau assistindo na plateia do cinema, vendo o médico ter um surto, enquanto ele está irritando as pessoas ao seu lado. 